# Brô Mc's

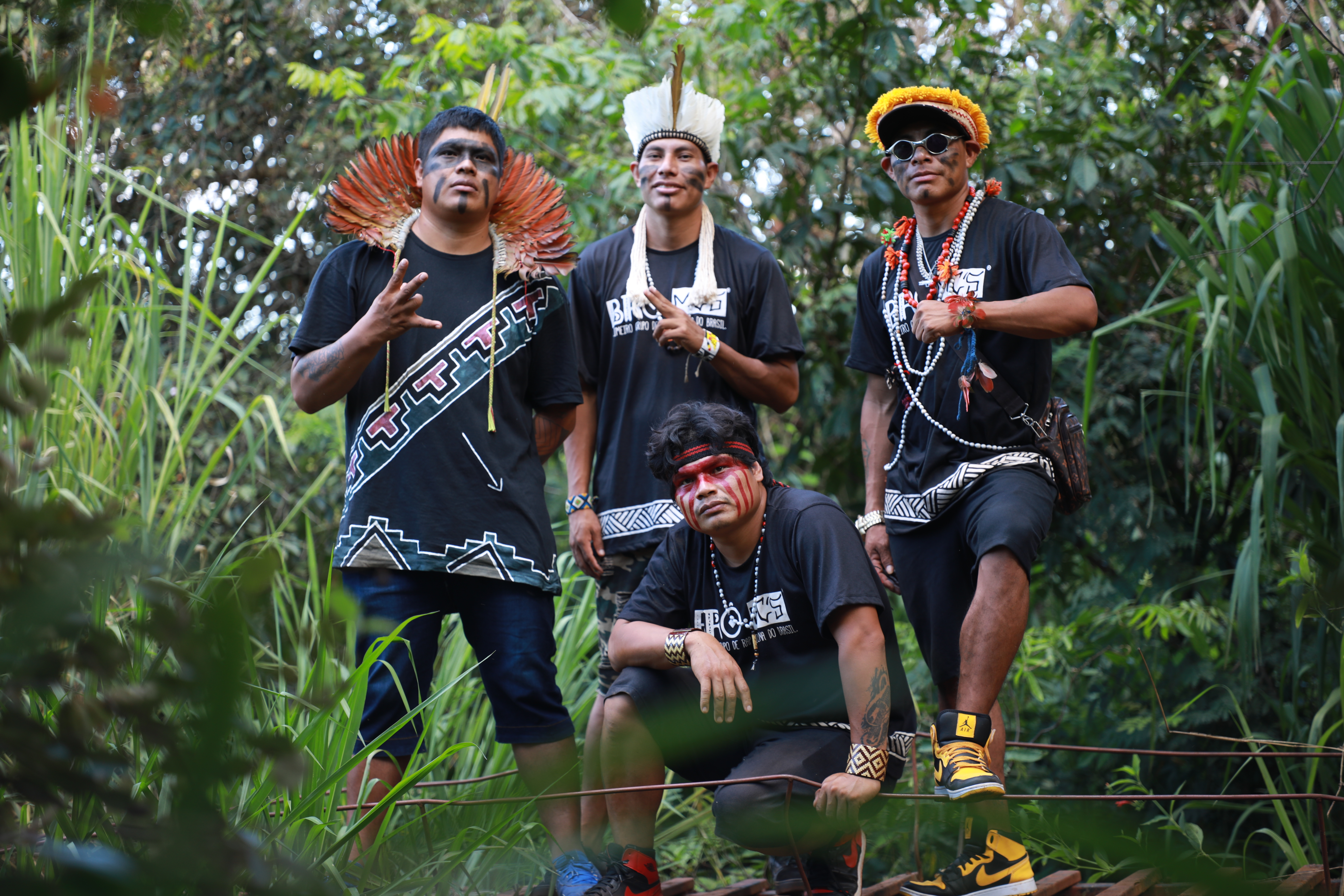
Grupo de rap indígena Brô Mc's - Foto por Luan Iturve, 2022.

Brô Mc's é um grupo de rap formado em 2009 por integrantes indígenas Guarani e Kaiowá. É considerado o primeiro grupo de rap indígena do Brasil.
O Brô Mc's une elementos do rap e da música indígena da etnia de seus integrantes, e mistura o português e o guarani em para expressar a cultura originária em suas canções. As letras de suas músicas citam a afirmação da identidade indígena e também relatam as difíceis condições de vida que os povos indígenas vivem no Brasil, com abordagens sobre a luta pela demarcação de terras, o combate ao preconceito e denúncias sobre a violência e os altos índices de suicídio nas aldeias.  O primeiro clipe dos Brô Mc's foi lançado em 2010, com a música Eju Orendive, que teve repercussão à época por seu caráter de diálogo interétnico, denúncia e mobilização das pessoas indígenas com o lema: "Aldeia unida, mostra a cara".
O Brô Mcs se apresentou ao longo de sua carreira em festivais nacionais e internacionais, assembleias indígenas, no Acampamento Terra Livre em Brasília e no Rock in Rio em 2022 considerado o maior festival de música do mundo .
Dentre suas realizações, o Brô Mc's está construindo o primeiro estúdio de música em uma Aldeia indígena no Brasil, na Terra Indígena Boróró, em Mato Grosso do Sul.
A história do grupo Brô Mc's inspirou o roteiro do filme A Pele Morta, que está em fase de finalização.

## História
O grupo foi formado em 2009 por Bruno VN, CH, Tio Creb e Kelvin Mbaretê, indígenas Guarani e Kaiowá residentes nas Aldeias Bororó e Jaguapiru, localizadas na Reserva Indígena de Dourados, localizada a 235 quilômetros da capital Campo Grande, no estado do Mato Grosso do Sul, Brasil. A região é marcada pelo avanço do agronegócio e pelas violências realizadas por latifundiários nas invasões a territórios habitados por povos originários.
Com seu primeiro vídeo da música Eju Orendive, lançado no Youtube em 2010, o Brô Mc's ganhou visibilidade por sua produção audiovisual, que mesclava elementos da cultura hip-hop com elementos culturais originários Guarani e Kaiowá para afirmar a cultura indígena, estabelecer diálogos interculturais com não-indígenas e denunciar as dificuldades sofridas no contexto da Aldeia, permeada de conflitos relacionados ao agronegócio e suas consequências violentas para a população originária na região. 

## Integrantes
O grupo é formado Bruno Veron (Bruno VN), Clemerson Batista (Tio Creb), Kelvin Mbaretê e Charles Peixoto (CH). 

## Discografia
O primeiro álbum lançado pelo Brô Mc's em 2009, de forma independente. Atualmente, o grupo lança seus trabalhos em plataformas de streamming de música.

### Singles
- (2021) Resistência Nativa
- (2022) Demarcação
- (2022) Koangagua

### EPs
- (2022) Rap Indígena

## Parcerias
A parceria musical mais recente do Brô Mc's foi com o rapper Xamã na apresentação do Rock in Rio de 03 de setembro de 2022, na cidade do Rio de Janeiro. 
O grupo também fez uma parceria com o DJ Alok na produção da música "Jahara", que faz parte da trilha sonora da novela "Pantanal", exibida pela TV Globo, e com a cantora Marina Peralta com a música "Demarcação".